# Московская, Дарья Сергеевна
Да́рья Серге́евна Моско́вская (род. 10 апреля 1959) — российский литературовед. Доктор филологических наук. Заместитель директора, заведующая отделом рукописей Института мировой литературы имени А. М. Горького РАН.

## Биография
В 1981 году окончила филологический факультет Московского государственного университета имени М. В. Ломоносова по специальности «Филолог-русист. Преподаватель со знанием иностранного языка».
В 1993 году защитила диссертацию на соискание учёной степени кандидата филологических наук на тему «Поставангард в русской прозе 1920—1930-х гг. (генезис, вопросы поэтики)» (специальность 10.01.08 — Теория литературы).
В 2011 году защитила диссертацию на соискание учёной степени доктора филологических наук на тему «Локально-исторический метод в литературоведении Н. П. Анциферова и русская литература 1920—1930-х гг. (проблемы взаимосвязей краеведения и художественной литературы)» (специальность 10.01.01 — История литературы).
С 1989 года — в Институте мировой литературы имени А. М. Горького РАН (ИМЛИ). В 1989—1992 годах обучалась в очной аспирантуре ИМЛИ, 1993—2010 годах работала в должности старшего научного сотрудника отдела новейшей русской литературы и литературы русского зарубежья (группа подготовки собрания сочинений Андрея Платонова), с 2010 года — заведующая отделом рукописей. В настоящее время — заместитель директора ИМЛИ.
Преподавала в МГУ им. М. В. Ломоносова, Государственной академии славянской культуры; была учёным секретарем международного учёного совета историко-филологического факультета Российского государственного гуманитарного университета.
Сфера научных интересов: теория литературы и текстология: источниковедение и археография русской литературы XX века; поэтика русского авангарда и поставангарда; локально-исторический метод изучения литературного памятника; история литературы: история отечественного литературоведения; идеологические контексты литературного процесса 1920—1930-х гг., история взаимосвязей литературы и краеведения; архивное дело, библиотековедение, музееведение.
Организатор ежегодных междисциплинарных Международных московских Анциферовских чтений (2012, 2013, 2014, 2015), составитель и научный редактор сборников трудов по итогам Чтений.
Участвовала в программе фундаментальных исследований РАН «Традиции и инновации в истории и культуре», руководитель проекта «Источниковедческое обеспечение исследований литературного процесса 1920—1930-х гг. (по документам отдела рукописей ИМЛИ)». Создатель концепции научной серии «Источниковедение литературы XX века. По материалам фондов отдела рукописей ИМЛИ РАН».
Член редколлегии «Энциклопедии литературных музеев» и журнала «Филологическая регионалистика».
Член диссертационного совета при филологическом факультете Московского педагогического государственного университета. Входит в состав экспертного совета ВАК РФ по филологии и искусствоведению (с 2018).
С 1993 года — руководитель проектов, поддержанных грантами РГНФ и РФФИ по подготовке к научному изданию сочинений Андрея Платонова, Николая Анциферова, Алексея Золотарёва:
- 2007—2009 — Краеведение и русская литература 1920—1930-х гг. (историко-культурный и идейно-творческий аспекты).
- 2008 — Издание диссертации Н. П. Анциферова «Проблемы урбанизма в русской художественной литературе. Опыт построения образа города — Петербурга Достоевского — на основе анализа литературных традиций».
- 2010 — Издание монографии «Н. П. Анциферов и художественная местнография русской литературы».
- 2010 — Архив А. П. Платонова. Книга 3. Научное издание.
- 2012 — Первые московские Анциферовские чтения.
- 2014 — Алексей Алексеевич Золотарёв: личность, судьба, взгляды, творческое наследие[1].

Учитель литературы Гимназии во имя апостола и евангелиста Иоанна Богослова (Москва).

## Награды и премии
- Диплом Анциферовской премии за публикацию научного наследия Н. П. Анциферова (2009)[1].